# Multinational-Force-and-Observers-Flug 1285R
Auf dem Multinational-Force-and-Observers-Flug 1285R (Flugnummer: MF1285R), inoffiziell auch als Arrow-Air-Flug 1285R bezeichnet, verunglückte am 12. Dezember 1985 eine Douglas DC-8-63PF beim Start nach einem Zwischenstopp auf dem Gander International Airport. Die Maschine befand sich auf einem von der Arrow Air durchgeführten Charterflug im Auftrag des US-Verteidigungsministeriums und sollte Soldaten der Friedenstruppe Multinational Force and Observers von Kairo nach Fort Campbell in Kentucky transportieren. Bei dem Unfall kamen alle 256 Personen an Bord ums Leben.
Es handelt sich um den schwersten Flugunfall auf kanadischem Boden sowie um den schwersten Flugunfall in der Geschichte des US-Militärs. Zum Zeitpunkt des Unfalls handelte es sich zudem um den schwersten Zwischenfall einer Douglas DC-8, bis sechs Jahre später eine Maschine der Nationair Canada auf dem Nigeria-Airways-Flug 2120 abstürzte.

## Flugzeug
Die Maschine der US-amerikanischen Arrow Air (Kennzeichen: N950WJ, c/n: 46058, s/n: 433) war eine von nur sechs gebauten Douglas DC-8-63PF. Sie wurde am 24. Februar 1969 an die US-amerikanische Eastern Air Lines ausgeliefert. Der PF-Untertyp besaß den verstärkten Boden der DC-8-63-Frachtversion, jedoch keine Ladeluke auf dem Hauptdeck. Eastern Air Lines hatte sich als einziger Kunde für diese spezielle Variante entschieden, um auch Soldaten mit Marschgepäck auf militärischen Charterflügen befördern zu können. Am 5. Februar 1974 wurde das Flugzeug von der Union de Transports Aériens (UTA) übernommen, die sie im November 1974 für zwei Monate an Air Afrique verleaste. Im Mai 1981 wurde die Maschine bei einem Start in Casablanca (Marokko) infolge eines uneingedämmten Triebwerkschadens (uncontained engine failure) an der linken Tragfläche und am Höhenleitwerk beschädigt. UTA verkaufte die Douglas DC-8 unmittelbar nach ihrer Reparatur im November 1981 an das in Miami ansässige Leasingunternehmen International Air Leases (IAL). Der Eigentümer dieses Leasingunternehmens war George Batchelor, dem auch die Fluggesellschaften Arrow Air und Capitol Air mehrheitlich gehörten. Das Flugzeug wurde zunächst umgehend an Capitol Air verleast, ab November 1983 an Arista International Airlines und ab Juli 1984 an National Airlines, die es ab September 1984 für Air Algérie betrieb. Ab November 1984 verleaste IAL die Maschine an Arrow Air.

## Hintergrund
Im August 1981 begann die MFO-Mission zur Friedenssicherung auf der Sinai-Halbinsel in Ägypten, an der auch US-amerikanische Soldaten teilnahmen. Zum regelmäßigen Austausch der US-Truppen wurden Verkehrsflugzeuge ziviler Fluggesellschaften genutzt, wobei das Verteidigungsministerium der Vereinigten Staaten die Charterverträge durch öffentliche Ausschreibungen vergab. Die Fluggesellschaft Arrow Air hatte auf diese Weise den Auftrag bekommen, Militärpersonal von der südlich von Tacoma (Washington) gelegenen McChord Air Force Base nach Kairo zu befördern und die bislang in Ägypten eingesetzten Soldaten zum Stützpunkt Fort Campbell (Kentucky) zurückzubringen.
Zur Auftragserfüllung hatte Arrow Air den Einsatz einer Douglas DC-8 auf drei wöchentlich stattfindenden Flugpaaren vorgesehen. Für sämtliche Hin- und Rückflüge waren Zwischenlandungen in Gander (Kanada) und Köln/Bonn eingeplant worden, wobei in Gander lediglich Nachbetankungen erfolgen und in Köln/Bonn zusätzlich die Besatzungen gewechselt werden sollten. Auf dem zweiten Rückflug in die USA verunglückte die eingesetzte Douglas DC-8-63PF beim Start in Gander.

## Flugverlauf

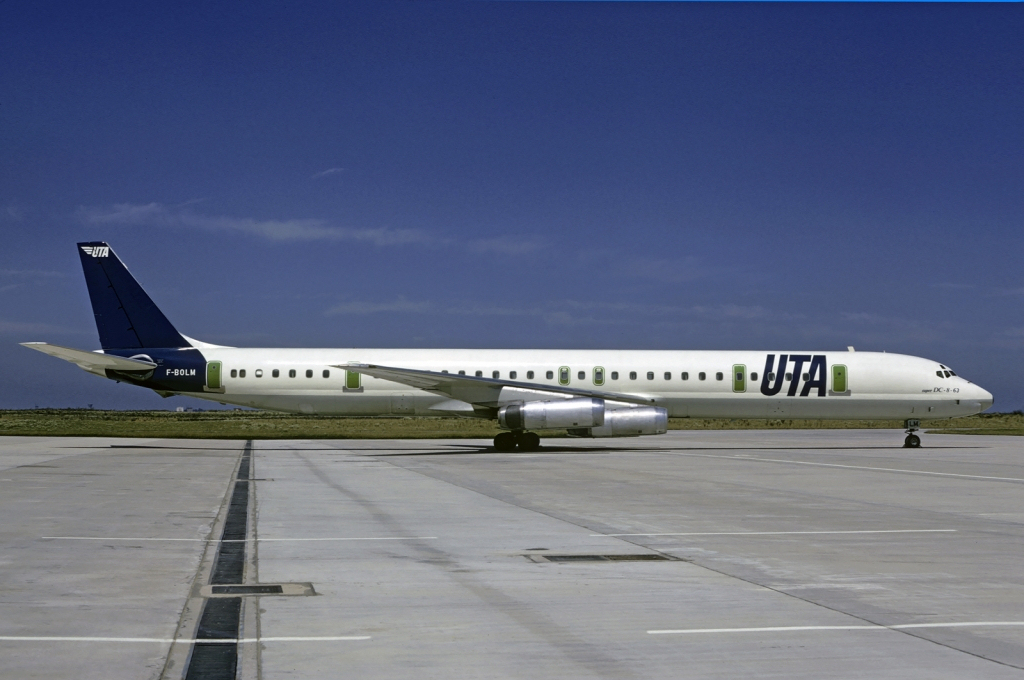
Die auf Flug MF1285R verunfallte Maschine, als sie sich noch bei der UTA in Betrieb befand

Am 10. Dezember 1985 hatte sich der zweite Abflug von der McChord Air Force Base nach Ägypten verzögert, wodurch die Maschine mit einer vierstündigen Verspätung in Kairo eintraf. Auf der ersten Etappe dieses Hinflugs hatten die Piloten bemerkt, dass die Abgastemperatur des Triebwerks Nr. 4 (außen rechts) um 40 Kelvin über dem Normwert, aber noch innerhalb der Toleranzgrenze lag. Sie reduzierten die Leistung dieses Triebwerks im Reiseflug und dokumentierten das Problem im Logbuch.
In Ägypten stiegen 248 Soldaten der 101st Airborne Division an Bord, die zuvor mit zwei Sonderflügen der Egyptair vom Stützpunkt Ras Nasrani auf der Sinai-Halbinsel nach Kairo befördert worden waren. Bis zur Ankunft der verspäteten Douglas DC-8 wurde ihr Marschgepäck in einem gesonderten Bereich des Flughafens zwischengelagert. Die Maschine startete um 20:35 UTC zur Etappe nach Köln/Bonn, wo sie um 01:21 UTC landete. Hier übernahm eine neue Cockpitbesatzung, die aus zwei 45-jährigen Piloten sowie einem 48-jährigen Flugingenieur bestand, das Flugzeug. Die nachbetankte Douglas DC-8 hob um 02:50 UTC vom Flughafen Köln/Bonn zum Weiterflug nach Gander ab, wo sie um 5:34 Uhr Ortszeit (9:04 UTC) bei Dunkelheit und leichtem Schneefall landete. Die Außentemperatur betrug etwa −4 Grad Celsius. Während das Flugzeug nachbetankt und die Kabine gereinigt wurde, hielten sich die Passagiere im Terminal auf. Die Niederschläge gingen nach der Ankunft bei Frosttemperatur zeitweise in Graupel über, der nach mehrheitlicher Ansicht der Unfallermittler an der Oberseite der Tragflächen gefror. Vor dem Weiterflug führte der Flugingenieur den Außencheck durch. Die Besatzung forderte keine Enteisung des Flugzeugs an.

## Unfallhergang
Um 10:15 Uhr UTC startete die Maschine von Bahn 22 zum Weiterflug. Die Maschine hob bei einer Geschwindigkeit von 309 km/h ab, die deutlich über der Mindeststartgeschwindigkeit lag. Der Startlauf war 300 Meter länger, als für eine Maschine mit dem angenommenen Abfluggewicht zu erwarten gewesen wäre. Nachträglich wurde festgestellt, dass das tatsächliche Abfluggewicht rund sechs Tonnen über dem Gewicht lag, von dem die Piloten ausgegangen waren und auf dessen Basis sie die Startgeschwindigkeiten festgelegt hatten. Augenzeugen berichteten später, dass die Maschine nach dem Abheben Probleme gehabt habe, an Höhe zu gewinnen. Unmittelbar nach dem Abheben stieg die Geschwindigkeit zunächst auf 319 km/h, fiel dann aber wieder ab. Nachdem die Maschine den angrenzenden Trans-Canada Highway in etwa 40 Meter Höhe überflogen hatte, verlor sie mit zunehmendem Anstellwinkel schnell an Höhe.
Die Maschine stürzte in ein Waldstück zwischen dem Highway und dem Gander Lake. Sie streifte 1100 Meter hinter der Landebahn einige Baumkronen und ein leerstehendes Gebäude, bis sich schließlich der rechte Flügel in den Bäumen verfing und abbrach. Das Kerosin der für den letzten Teil des Fluges vollgetankten Maschine löste einen großflächigen Brand aus. Alle 248 Passagiere und 8 Besatzungsmitglieder kamen ums Leben.

## Unfalluntersuchung

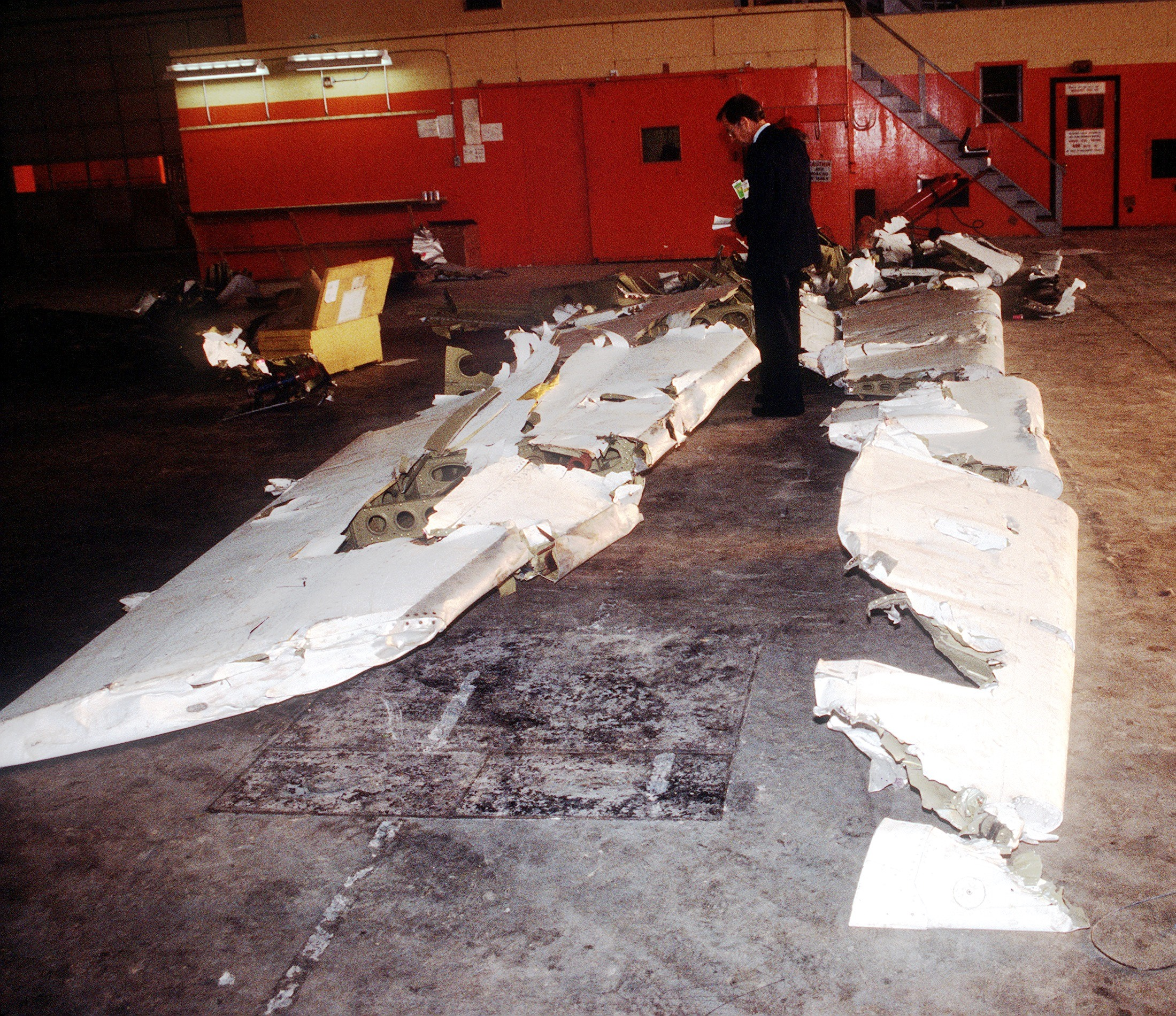
Wrackteile der abgestürzten Maschine in einem Hangar am Flughafen Gander

Am Tag des Absturzes meldete sich ein anonymer Anrufer bei einer französischen Nachrichtenagentur in Beirut und bekannte sich im Namen der Terrororganisation Islamischer Dschihad, den Absturz der Maschine herbeigeführt zu haben. Die Regierungen der USA und von Kanada schlossen einen Absturz durch einen Terroranschlag kurz darauf aus.
Nach der Aufnahme der Unfalluntersuchungen stellte die kanadische Flugsicherheitsbehörde CASB schnell fest, dass die Maschine vor dem Abflug nicht enteist worden war. Nach Überprüfung der Wetterdaten vom Unfalltag kamen fünf von neun Mitgliedern des Untersuchungsausschusses zu dem Schluss, dass zur Zeit des Absturzes atmosphärische Bedingungen geherrscht hatten, die eine Bildung von Raureif begünstigten. Ferner wurde davon ausgegangen, dass sich bereits erste Eisansätze an der Tragflächenvorderkante und -oberfläche im Anflug auf Gander gebildet haben könnten, als sich das Flugzeug für rund sieben Minuten in einer geschlossenen Wolkendecke befunden hatte.
Ferner stellten die Ermittler fest, dass die Gewichtsberechnungen der Fluggesellschaft pro Passagier und Gepäckstück fehlerhaft waren. Es wurde von statistischen Werten ausgegangen, die für die durchschnittlichen Passagiere angewandt werden. Die Kalkulation ließ dabei außer Acht, dass fast ausschließlich junge Männer mit sportlicher Statur in der Maschine Platz genommen hatten.
In ihrem Abschlussbericht schrieben die Ermittler, dass die Behörde nicht in der Lage sei, die Reihenfolge der Ereignisse zu bestimmen, die zu dem Unfall geführt hatten, die Beweislage jedoch den Schluss nahelege, dass die Maschine kurz nach dem Abheben an Auftrieb verloren habe und zwar in einer Höhe, in der sie sich nicht mehr habe abfangen lassen. Die wahrscheinlichste Ursache des Strömungsabrisses sei eine Vereisung der Vorderkanten und Oberseiten der Tragflächen gewesen. Andere Faktoren wie ein Schubverlust an Triebwerk Nr. 4 sowie falsche Geschwindigkeitsberechnungen könnten zu dem Unfall ferner beigetragen haben.
Die übrigen vier der neun Mitglieder der Untersuchungsgruppe der CASB widersprachen dem Bericht. Sie gaben an, dass keine Beweise vorlägen, dass die Tragflächen vereist waren. Im Gegengutachten wurde davon ausgegangen, dass „ein Feuer an Bord, resultierend aus Explosionen unbekannten Hergangs zu einem folgenschweren Versagen von [Flugsteuerungs-]Systemen geführt“ habe. Tatsächlich hatten mehrere Augenzeugen, die mit ihren Autos auf dem Trans-Canada Highway unterwegs waren, ein Feuer beziehungsweise einen Feuerschein an der Rumpfunterseite beschrieben. Dieser These widerspricht allerdings der Umstand, dass entlang des kurzen Flugwegs der Maschine keinerlei Trümmer gefunden wurden, die auf eine Explosion vor dem Absturz hingedeutet hätten.
Das Gegengutachten beanstandete, dass die Daten des alten Edelstahlfolien-Flugschreibers nur bedingt aussagekräftig seien, da sie nur eine begrenzte Menge an Parametern wie Flughöhe und -geschwindigkeit, Schub und vertikale Geschwindigkeit aufzeichneten. Erschwerend für die Ermittlungsarbeiten kam hinzu, dass das Mikrofon des Stimmenrekorders bereits vor Abflug defekt war und somit keine Erkenntnisse über die Situation im Cockpit gewonnen werden konnten.

## Folgen

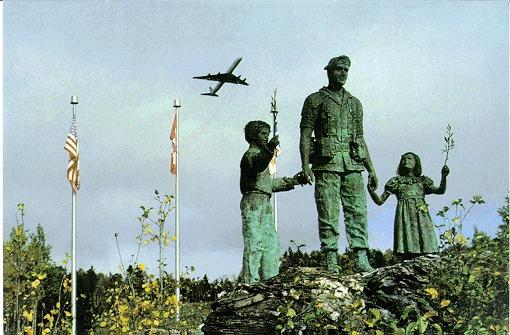
Das Mahnmal „Silent Witness“, entworfen von dem Künstler Steve Shields aus Kentucky und errichtet an der Absturzstelle am Gander Lake. Im Hintergrund eine startende Douglas DC-8

Am Absturzort, nahe dem Ufer des Gander Lake wurde ein Denkmal für die Opfer errichtet, ein weiteres auf der Militärbasis Fort Campbell. In Hopkinsville, Kentucky, nördlich von Fort Campbell, wurde zudem ein Garten des Gedenkens angelegt.
Der frühere kanadische Verfassungsrichter Williard Estey veröffentlichte im Jahr 1989 eine Kritik an den Abschlussberichten, in der er festhielt, dass die verfügbaren Beweise keine der beiden ermittelten Unfallursachen belegen.
Im Jahr 1991 veröffentlichte der ehemalige CASB-Ermittler Les Filotas, der vor dem Kongress der Vereinigten Staaten ausgesagt hatte, es sei unmöglich, dass die Maschine wegen einer dünnen Eisschicht abgestürzt sei, ein Buch, in dem er seine These von einer Explosion an Bord umfassend ausführt.
Das Gegengutachten bremste den Fortschritt in den Prozeduren zur Flugzeugenteisung aus. Im Jahr 1989 kam es in Kanada zum vereisungsbedingten Absturz einer Fokker F-28 auf Air-Ontario-Flug 1363. In der Folge wurde das öffentliche Vertrauen in die kanadische Untersuchungsbehörde CASB irreparabel beschädigt. Die kanadische Regierung löste die Behörde im Jahr 1990 auf und ersetzte sie durch das neugegründete Transportation Safety Board of Canada.